# Rivière-Seine
Pour les articles homonymes, voir Seine (homonymie).
Circonscription électorale provinciale du Canada
Rivière-Seine (Seine River en anglais) est une circonscription électorale provinciale du Manitoba (Canada) située dans le périmètre de la rivière Seine. La circonscription correspond au sud de la ville de Winnipeg.
Les circonscriptions limitrophes sont Chemin-Dawson au sud-est, Southdale et Riel au nord et Saint-Norbert à l'ouest.

## Liste des députés
| Rivière-Seine                           | Rivière-Seine                           | Rivière-Seine                           | Rivière-Seine                           | Rivière-Seine                           | Rivière-Seine                           |
| Nom                                     | Nom                                     | Parti                                   | Mandat                                  | Législature                             |                                         |
| Circonscription issue de Niakwa et Riel | Circonscription issue de Niakwa et Riel | Circonscription issue de Niakwa et Riel | Circonscription issue de Niakwa et Riel | Circonscription issue de Niakwa et Riel | Circonscription issue de Niakwa et Riel |
| --------------------------------------- | --------------------------------------- | --------------------------------------- | --------------------------------------- | --------------------------------------- | --------------------------------------- |
|                                         | Louise Dacquay                          | Progressiste-conservateur               | 1990 - 1995                             | 35e                                     |                                         |
|                                         | Louise Dacquay                          | Progressiste-conservateur               | 1995 - 1999                             | 36e                                     |                                         |
|                                         | Louise Dacquay                          | Progressiste-conservateur               | 1999 - 2003                             | 37e                                     |                                         |
|                                         | Theresa Oswald                          | Néo-démocrate                           | 2003 - 2007                             | 38e                                     |                                         |
|                                         | Theresa Oswald                          | Néo-démocrate                           | 2007 - 2011                             | 39e                                     |                                         |
|                                         | Theresa Oswald                          | Néo-démocrate                           | 2011 - 2016                             | 40e                                     |                                         |
|                                         | Janice Morley-Lecomte                   | Progressiste-conservateur               | 2016 - 2019                             | 41e                                     |                                         |
|                                         | Janice Morley-Lecomte                   | Progressiste-conservateur               | 2019 - 2023                             | 42e                                     |                                         |
|                                         | Billie Cross (en)                       | Néo-démocrate                           | 2023 - présent                          | 43e                                     |                                         |